# Храм Серафима Саровскога (Мокро)
Храм преподобног Серафима Саровскога (рус. Храм преподобного Серафима Саровского) је храм Руске православне цркве у изградњи. Храм се налази у насељу Мокро, општина Пале, град Источно Сарајево. Иницијатор градње овог храма је директор Руског-културног центра у Источном Сарајеву Михаил Бочкарев са групом својих сународника који живе у Републици Српској.

## Историјат
На дан обретења моштију светог Серафима Саровскога, 1. августа 2004. године у насељу Мокро, које припада општини Пале, положен је камен темељац за изградњу руског православног храма посвећеног Светом Серафиму Саровском. Чим освећења храма, као и прву литургију на мјесту будућег храма предводио је митрополит дабробосански Николај уз саслужење свештеника Подворја московксе патријаршије у Београду Виталија Тарасева и свештенства Српске православне цркве. Приликом обраћања вјерницима, митрополит Николај је говорио о вишевјековним везама између Српске и Руске православне цркве. Свештеник Виталиј Тарасев, у име његове светости патријарха московског и цијеле Русије Алексеја II, захвали осе митрополити Никола за његову бригу за руски народ који настањује овај дио Републике Српске и изразио наду да ће нови руски храм на Балкану, учврстити везе између двије цркве.
Храм је у великој мјери изграђен, а преостали су мањи радови као и живописање храма. По попису становништва 2013. у Босни и Херцеговини, а према подацима које је издао Републички завод за статистику, и који су једини валидни за Републику Српску, у Источном Сарајеву је живјело 8 Руса.